# Hambye
Hambye est une commune française, située dans le département de la Manche en région Normandie, peuplée de 1 077 habitants.

## Géographie
La commune est entre Coutançais et Saint-Lois, dans le centre du département de la Manche. Son bourg est à 7 km au nord-ouest de Percy, à 9 km au nord-est de Gavray, à 20 km au sud-est de Coutances et à 26 km au sud-ouest de Saint-Lô.

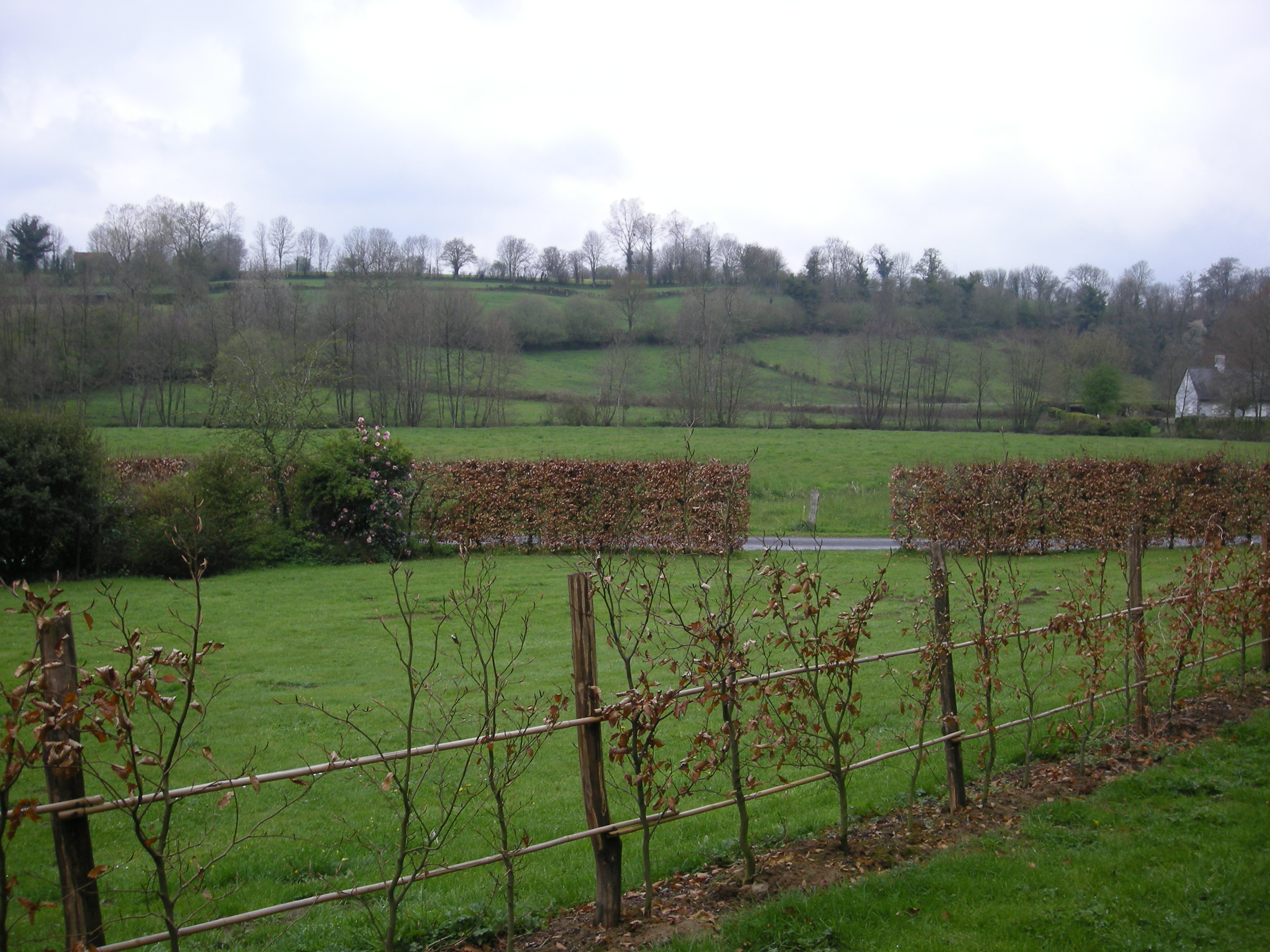
Un environnement verdoyant.

Le point culminant (166 m) se situe en limite est, près du lieu-dit la Claverie. Le point le plus bas (47 m) correspond à la sortie de la Sienne du territoire, à l'ouest. La commune est bocagère.
| Saint-Denis-le-Gast            | Saint-Martin-de-Cenilly, Notre-Dame-de-Cenilly | Le Guislain |
| Saint-Denis-le-Gast            | Hambye                                         | Maupertuis  |
| La Baleine, Sourdeval-les-Bois | Percy                                          | Percy       |

### Hydrographie
La commune est située dans le bassin Seine-Normandie. Elle est drainée par la Sienne, la Doquette, l'Hambyotte, la Chonage, le cours d'eau 01 de la Chausse Dorière, le cours d'eau 01 de la Croix David, le cours d'eau 01 de la Petitière, le cours d'eau 01 de la Ville Jacques, le cours d'eau 01 du Moulin de Mauny, le cours d'eau 02 de la commune de Hambye, le cours d'eau 03 de la Rairie, le fossé 01 de la Donvillière, le fossé 21 du Manoir et divers autres petits cours d'eau,.
La Sienne, d'une longueur de 93 km, prend sa source dans la commune de Noues de Sienne et se jette  dans le golfe de Saint-Malo en limite de Agon-Coutainville et de Regnéville-sur-Mer, après avoir traversé 21 communes. 

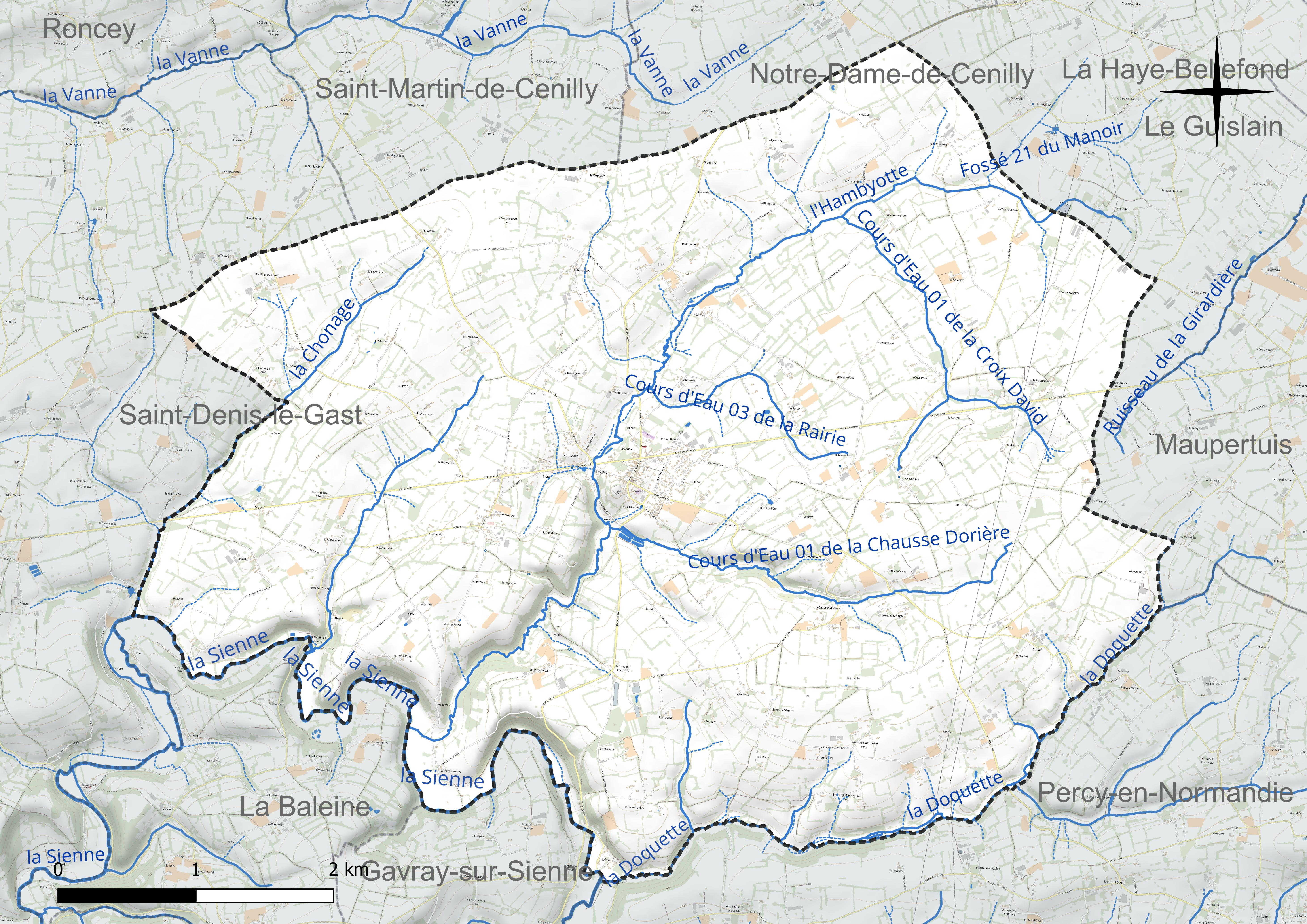
Réseau hydrographique de Hambye.

### Climat
Pour des articles plus généraux, voir Climat de la Normandie et Climat de la Manche.
En 2010, le climat de la commune est de type climat océanique franc, selon une étude du CNRS s'appuyant sur une série de données couvrant la période 1971-2000. En 2020, Météo-France publie une typologie des climats de la France métropolitaine dans laquelle la commune est exposée à un climat océanique et est dans la région climatique  Normandie (Cotentin, Orne), caractérisée par une pluviométrie relativement élevée (850 mm/a) et un été frais (15,5 °C) et venté. Parallèlement le GIEC normand, un groupe régional d’experts sur le climat, différencie quant à lui, dans une étude de 2020, trois grands types de climats pour la région Normandie, nuancés à une échelle plus fine par les facteurs géographiques locaux. La commune est, selon ce zonage, exposée à un « climat contrasté des collines », correspondant au Bocage normand, bien arrosé, voire très arrosé sur les reliefs les plus exposés au flux d’ouest, et frais en raison de l’altitude.
Pour la période 1971-2000, la température annuelle moyenne est de 10,7 °C, avec une amplitude thermique annuelle de 12,1 °C. Le cumul annuel moyen de précipitations est de 1 011 mm, avec 14,4 jours de précipitations en janvier et 8,8 jours en juillet. Pour la période 1991-2020, la température moyenne annuelle observée sur la station météorologique la plus proche, située sur la commune de Cerisy-la-Salle à 9 km à vol d'oiseau, est de 11,5 °C et le cumul annuel moyen de précipitations est de 1 112,5 mm,. Pour l'avenir, les paramètres climatiques de la commune estimés pour 2050 selon différents scénarios d’émission de gaz à effet de serre sont consultables sur un site dédié publié par Météo-France en novembre 2022.

## Urbanisme

### Typologie
Au 1er janvier 2024, Hambye est catégorisée commune rurale à habitat dispersé, selon la nouvelle grille communale de densité à sept niveaux définie par l'Insee en 2022.
Elle est située hors unité urbaine et hors attraction des villes,.

### Occupation des sols
L'occupation des sols de la commune, telle qu'elle ressort de la base de données européenne d’occupation biophysique des sols Corine Land Cover (CLC), est marquée par l'importance des territoires agricoles (94,5 % en 2018), une proportion sensiblement équivalente à celle de 1990 (94,7 %).
La répartition détaillée en 2018 est la suivante : prairies (75,8 %), zones agricoles hétérogènes (11,6 %), terres arables (7,2 %), forêts (3,2 %), zones urbanisées (2,2 %).

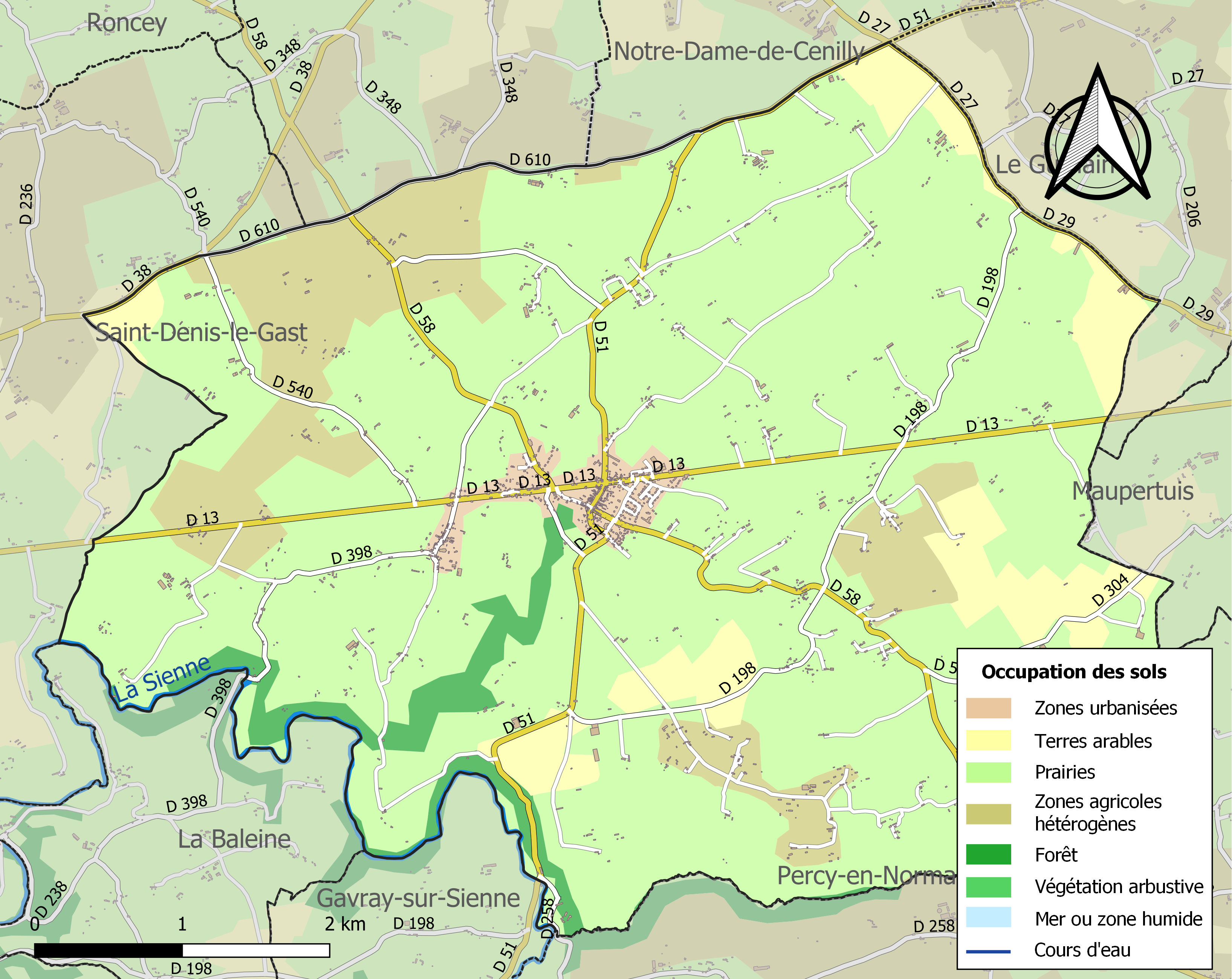
Carte des infrastructures et de l'occupation des sols de la commune en 2018 (CLC).

L'évolution de l’occupation des sols de la commune et de ses infrastructures peut être observée sur les différentes représentations cartographiques du territoire : la carte de Cassini (XVIIIe siècle), la carte d'état-major (1820-1866) et les cartes ou photos aériennes de l'IGN pour la période actuelle (1950 à aujourd'hui).

## Toponymie
La forme Hambeya est attestée en 1027.
Le toponyme serait issu des germaniques hām, « maison » — d'où l'ancien français ham, « petit village » —, et baki, « ruisseau ».
Selon le Code officiel géographique, le H est aspiré.
Le gentilé est Hambion ou Hambyon.

## Histoire

### Préhistoire
Des haches de bronze furent découvertes sur le territoire communal

### Moyen Âge
Dans le douaire constitué vers 1025 pour l'épouse de Richard III de Normandie (v. 1008-1027), parmi les domaines concédés (cours) on trouve celui de Cérences.
Un Raoul et Guillaume Paynel étaient aux côtés de Guillaume le Conquérant à Hastings et reçurent de nombreuses propriétés en Angleterre (quarante-cinq dans le comté d'York !).
Lors de la seconde phase de la guerre de Cent Ans et l'occupation de la Normandie par les Anglais (1418-1450), Guillaume de La Pole, comte de Suffolk, reçoit en 1419 les fiefs de Hambye et de Bricquebec confisqués sur Foulques Paynel.

### Temps modernes
En 1715, Jacques IV de Matignon, baron de Hambye, épousa Louise de Grimaldi, ses titres passèrent dans la famille des princes de Monaco.

### Époque contemporaine

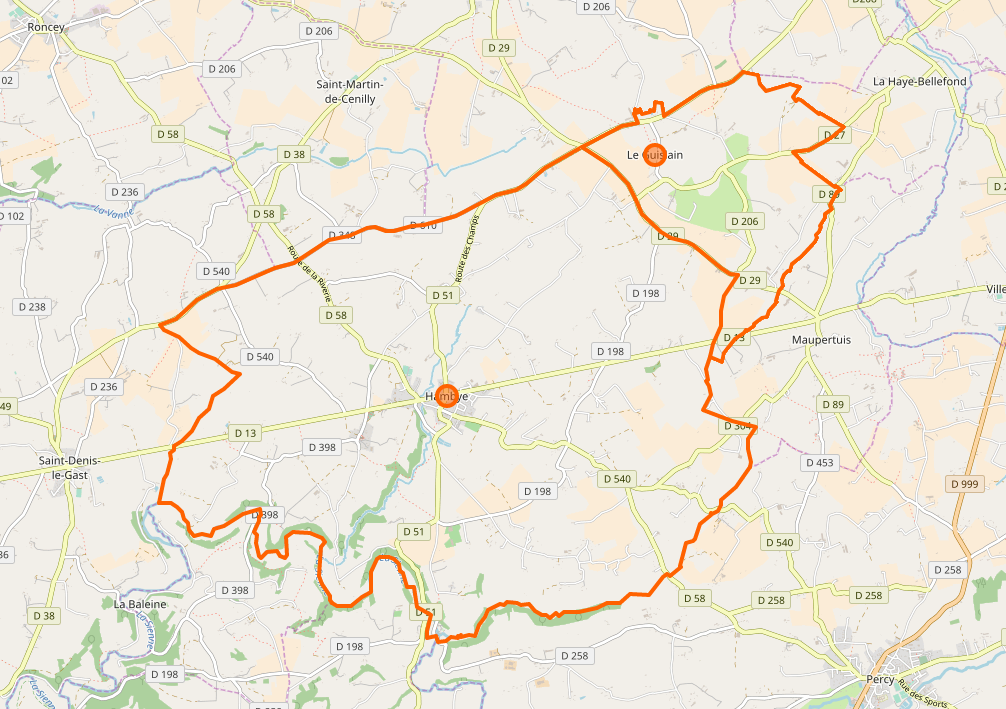
Projet de carte de la commune nouvelle en 2019.

En 2018, les communes de Hambye et du Guislain (128 habitants en 2015) projettent de créer en 2019 une commune nouvelle. Le conseil municipal de Hambye accepte la fusion le 2 juillet 2018 par 12 voix sur 15 suivi par Le Guislain à l'unanimité le 13 juillet. Les deux communes choisissent Villedieu Intercom comme intercommunalité, le maire de Hambye critiquant la gestion de la communauté de communes Coutances Mer et Bocage. Les débats s'enveniment au sein des différents conseils notamment sur la rupture de Hambye avec la CMB obligeant le préfet à recourir à une deuxième consultation pour valider une proposition d'intégrer la commune nouvelle à la CMB. Fin octobre, les conseils municipaux renoncent au projet.

## Politique et administration
| Période                                  | Période      | Identité              | Étiquette | Qualité                  |
| ---------------------------------------- | ------------ | --------------------- | --------- | ------------------------ |
| 1830                                     | 1833         | Bon Le Brun-Larivière |           |                          |
| 1953                                     | 1983         | Auguste Capelle       |           |                          |
| 1883                                     | juin 1995    | Marcel Fernandès      |           |                          |
| juin 1995                                | mars 2001    | Georges Pigace        |           |                          |
| mars 2001                                | mai 2020     | Nadège Besnier        |           | Mère au foyer            |
| mai 2020                                 | octobre 2023 | Michel Voisin         | SE        | Ancien chef d’entreprise |
| février 2024                             | En cours     | Victorien Pignet      | SE        | Chef d'entreprise        |
| Les données manquantes sont à compléter. |              |                       |           |                          |

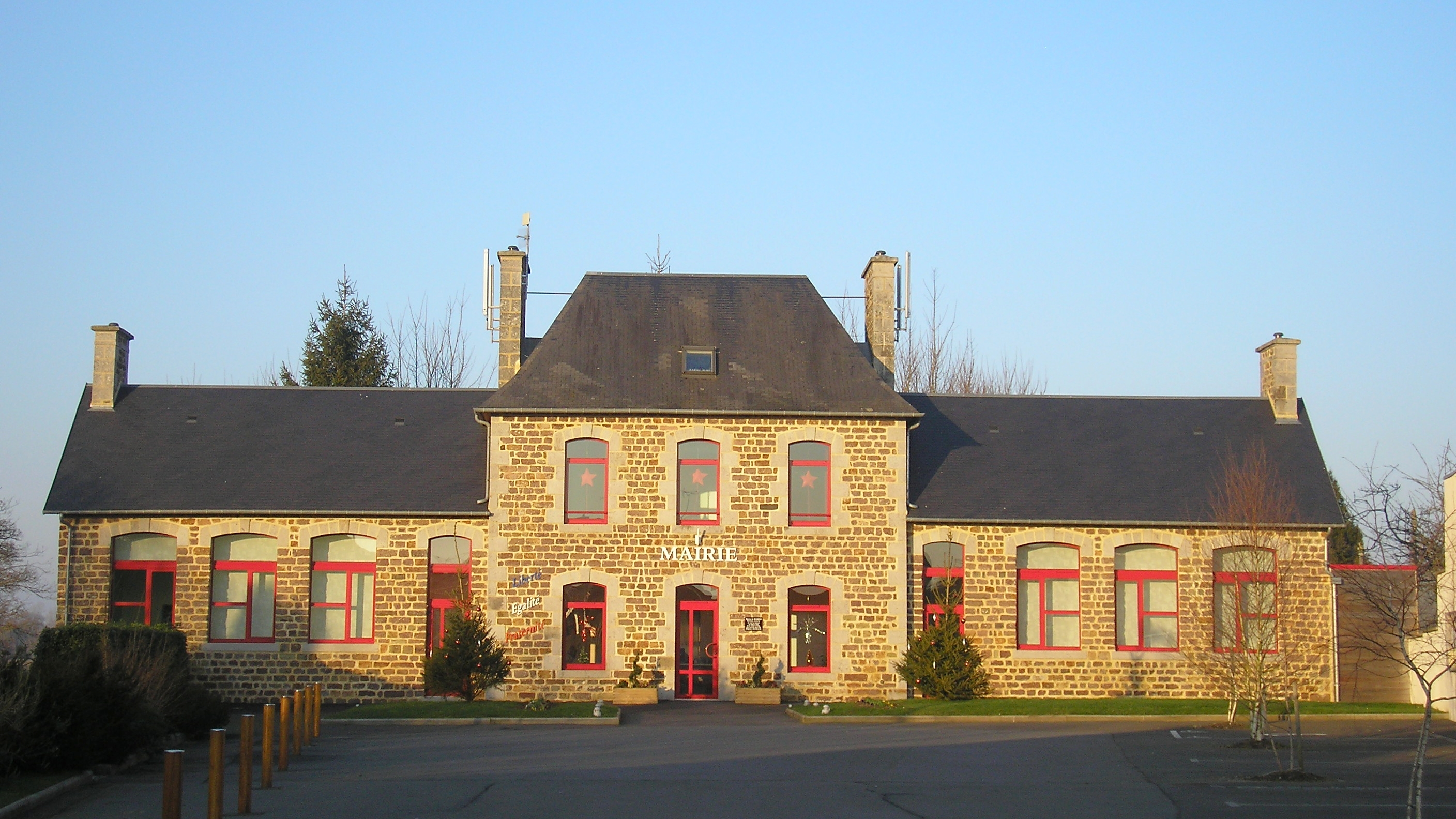
La mairie.

Le conseil municipal est composé de quinze membres dont le maire et trois adjoints.

## Population et société

### Démographie
L'évolution du nombre d'habitants est connue à travers les recensements de la population effectués dans la commune depuis 1793. Pour les communes de moins de 10 000 habitants, une enquête de recensement portant sur toute la population est réalisée tous les cinq ans, les populations de référence des années intermédiaires étant quant à elles estimées par interpolation ou extrapolation. Pour la commune, le premier recensement exhaustif entrant dans le cadre du nouveau dispositif a été réalisé en 2005.
En 2022, la commune comptait 1 077 habitants, en évolution de −6,51 % par rapport à 2016 (Manche : −0,31 %, France hors Mayotte : +2,11 %).
Hambye a compté jusqu'à 3 827 habitants en 1806.
| 1793  | 1800  | 1806  | 1821  | 1831  | 1836  | 1841  | 1846  | 1851  |
| ----- | ----- | ----- | ----- | ----- | ----- | ----- | ----- | ----- |
| 3 530 | 3 631 | 3 827 | 3 593 | 3 684 | 3 814 | 3 554 | 3 535 | 3 362 |

| 1856  | 1861  | 1866  | 1872  | 1876  | 1881  | 1886  | 1891  | 1896  |
| ----- | ----- | ----- | ----- | ----- | ----- | ----- | ----- | ----- |
| 3 203 | 3 064 | 2 907 | 2 690 | 2 610 | 2 555 | 2 350 | 2 158 | 2 039 |

| 1901  | 1906  | 1911  | 1921  | 1926  | 1931  | 1936  | 1946  | 1954  |
| ----- | ----- | ----- | ----- | ----- | ----- | ----- | ----- | ----- |
| 1 961 | 1 913 | 1 837 | 1 676 | 1 682 | 1 701 | 1 725 | 1 816 | 1 844 |

| 1962  | 1968  | 1975  | 1982  | 1990  | 1999  | 2005  | 2006  | 2010  |
| ----- | ----- | ----- | ----- | ----- | ----- | ----- | ----- | ----- |
| 1 750 | 1 558 | 1 318 | 1 241 | 1 218 | 1 121 | 1 155 | 1 151 | 1 192 |

| 2015  | 2020  | 2022  | - | - | - | - | - | - |
| ----- | ----- | ----- | - | - | - | - | - | - |
| 1 154 | 1 082 | 1 077 | - | - | - | - | - | - |

### Manifestations culturelles et festivités
La brocante de Hambye a lieu chaque année début avril. On compte environ 250 exposants et 10 000 visiteurs par an.
La fête de la commune a lieu le 3e dimanche de juillet. Cette dernière n'a pas été organisée en 2009, et le nombre d'animations et de visiteurs est en baisse depuis plusieurs années.

### Sports et loisirs
L'Avenir de Hambye fait évoluer deux équipes de football en divisions de district.
Le poney club centre équestre de la Caboche permet l'apprentissage des multiples disciplines équestres.

## Culture locale et patrimoine

### Lieux et monuments
- Abbaye bénédictine des XIIe, XIIIe – XVIIe siècles,  classée au titre des monuments historiques[53] : cloître, belle salle du chapitre de la première moitié du XIIIe, ruines de l'abbatiale et logis abbatiale. L'abbaye fondée en 1145 par Guillaume Paisnel fut ruinée à la Révolution. Elle fait l'objet de restaurations.

L'église abbatiale a tant souffert depuis sa construction que de nombreuses pièces d'art et de piété ont été détruites. Dans un document consultable aux archives départementales de l'Eure (série F), Dawson Turner (1775-1858) évoque ainsi le site et les gisants de la famille Paisnel : « J’y ai vu il y a dix ans plus de douze tombeaux avec leurs monuments placés autour du chœur de l’église. Un de ces monuments était surmonté de la représentation d’un guerrier armé, à son bras gauche était attaché l’écu avec les armes de la famille gravées dessus. Les armes, que j’ai encore retrouvées sur la porte d’entrée de la cour avant d’arriver à l’église de l’abbaye et sur un des piliers de l’aqueduc de Coutances, sont d’or à deux fasces d’azur à l’orle de 9 merlettes de gueules. »
Cette description de 1820 est peut-être aujourd'hui la seule évocation de l'art funéraire de l'ensemble précédemment existant. Bien que très succincte, cette description permet de considérer le site sous un jour bien différent de son aspect actuel. Quoique restaurée et mise en valeur, l'abbaye n'est plus aussi glorieuse que lorsqu'elle était encore sous la tutelle de la famille Paisnel. Sont conservées les stèles de Jeanne Paynel (1402-1437) et Louis d'Estouteville (1400-1464), dont les corps furent découverts en 1933 par Eugène Niobey.
- Église Saint-Pierre de style classique, des XVe, XVIIe – XIXe siècles, qui a conservé son porche gothique du XVe, l'ensemble nef et chœur et bas-côtés et avec un clocher coiffé en dôme. L'édifice abrite un maître-autel, retable (vers 1700) et tableau la Sainte Famille du XVIIe, ainsi qu'un calice du XVIIe classé au titre objet aux monuments historiques[54] comme l'orgue[55], les statues de saint Thibaud du XVe, saint Gaud du XIXe, Vierge à l'Enfant du XVIe, saint Pierre du XVIIIe, orgues de 1866, verrière de 1926 de Mazuet.
- Église au Montier
- Vestiges du château médiéval des seigneurs de Hambye, dans le vallon d'un affluent de la Sienne. Il en subsiste des restes d'enceinte avec un donjon carré à contreforts et une tour ronde accostée d'une cage d'escalier[56]. Le château fut la possession de la famille Bertran et échut à la famille Paynel à la suite du mariage en juin 1338[57] de Jeanne l'aînée avec Guillaume VI Paisnel († 1361), puis de son fils Guillaume Paisnel l'aîné. Le 6 mars 1365, Charles II de Navarre, à la suite d'un accord passé avec le roi de France Jean II le Bon, doit entre autres restituer les châteaux de Moulineaux, de Hambye et le « fort de Bricquebec »[57]. En 1415, ce dernier épousa sa cousine Jeanne Paisnel, fille d'Olivier seigneur de Moyon, avec qui il eut quatre enfants : Nicolas, baron de Gacé, Jean, sire de Mesnil-Céran, Guillaume, gouverneur de Carentan, Foulques († 1413) qui réunit l'héritage de ses frères. Au début du XVe siècle, Foulque IV Paynel, baron de Hambye et de Bricquebec, seigneur de Chanteloup, de Moyon, de Créances, d'Apilly (Saint-Senier-sous-Avranches), du Merlerault et de Gacé, est un puissant seigneur de Normandie, chevalier banneret qui regroupe sous ses armes, quatre bacheliers et de dix à quatorze écuyers. Il épousa Marguerite de Dinan, dont une fille, Jeanne, dernière héritière de la branche[Note 2], dame de Hambye, Bricquebec, Moyon, Chanteloup et Gacé, épousa en 1414 le capitaine et défenseur héroïque du Mont-Saint-Michel, Louis d'Estouteville sénéchal de Normandie, grand bouteiller de France. Le château qui formait une baronnie fut donné en 1418, quand la Normandie devint anglaise par le roi d'Angleterre au comte de Suffolk, et en 1450 rendu à ses anciens propriétaires[34].
- Lavoirs rue de la Chaussée, rue des Bouveries et à La Balnière.

Il est possible de découvrir dans la campagne plusieurs manoirs construits entre les XVe et XIXe siècles généralement biens restaurés par leurs propriétaires, témoins de la richesse de celle-ci au cours des siècles : château de Mauny du XIVe siècle, possédé par la famille de ce nom ; ferme-manoir de la Foulerie des XVIe – XVIIe siècles. La campagne reste préservée : vallée de la Hambiotte et de la Sienne et nombreux chemins de randonnées.

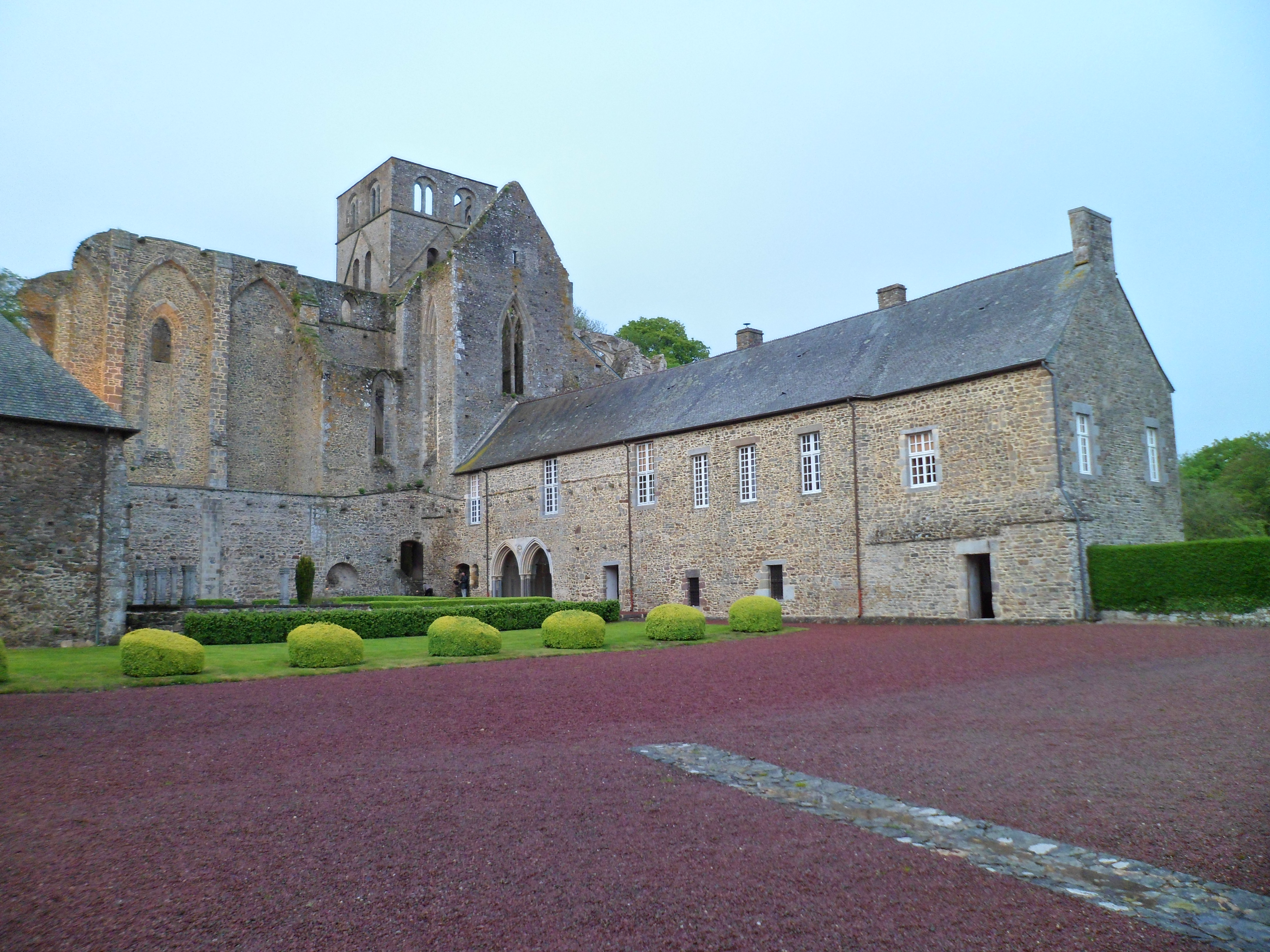
L'abbaye de Hambye.
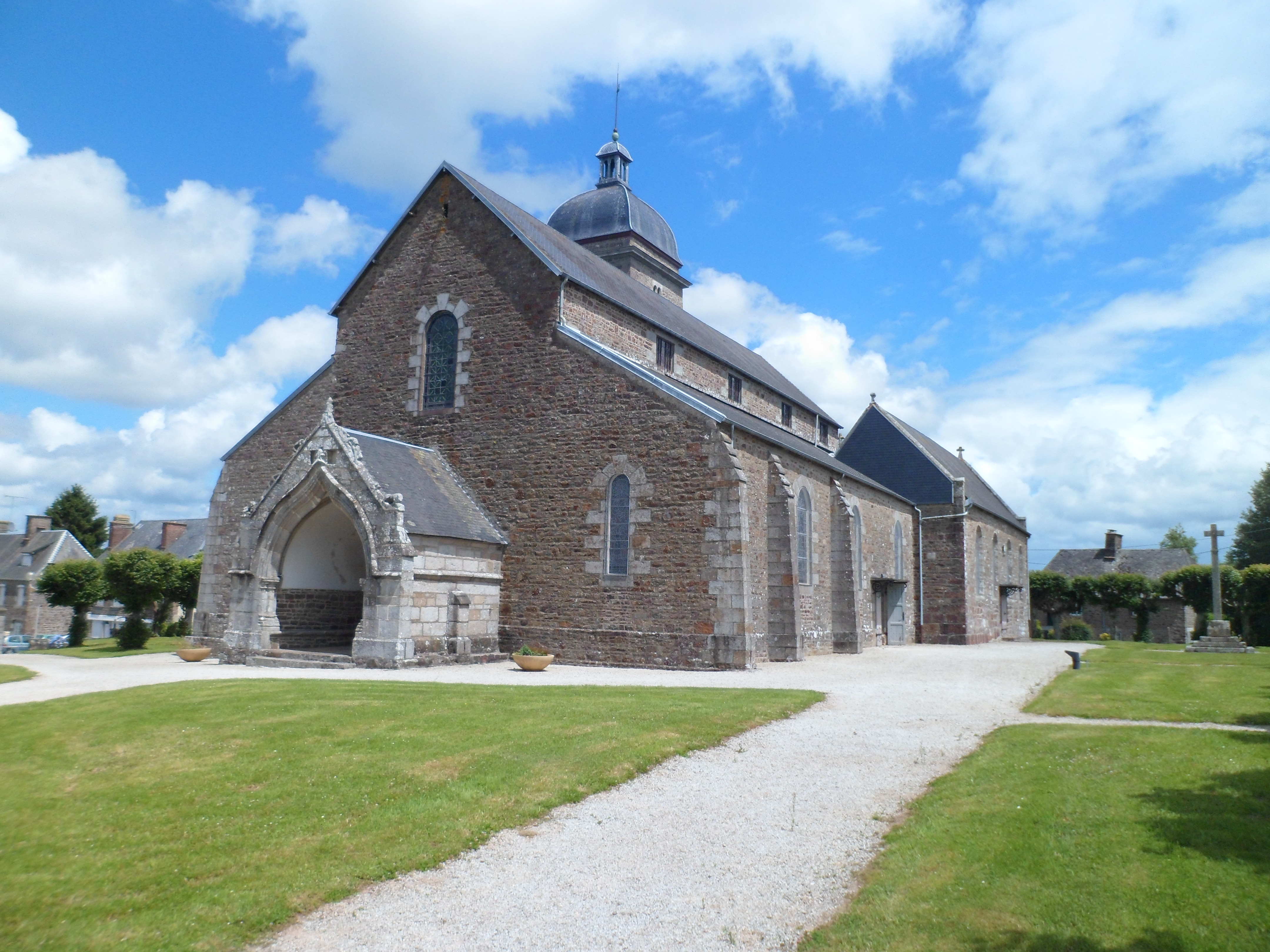
L'église Saint-Pierre.
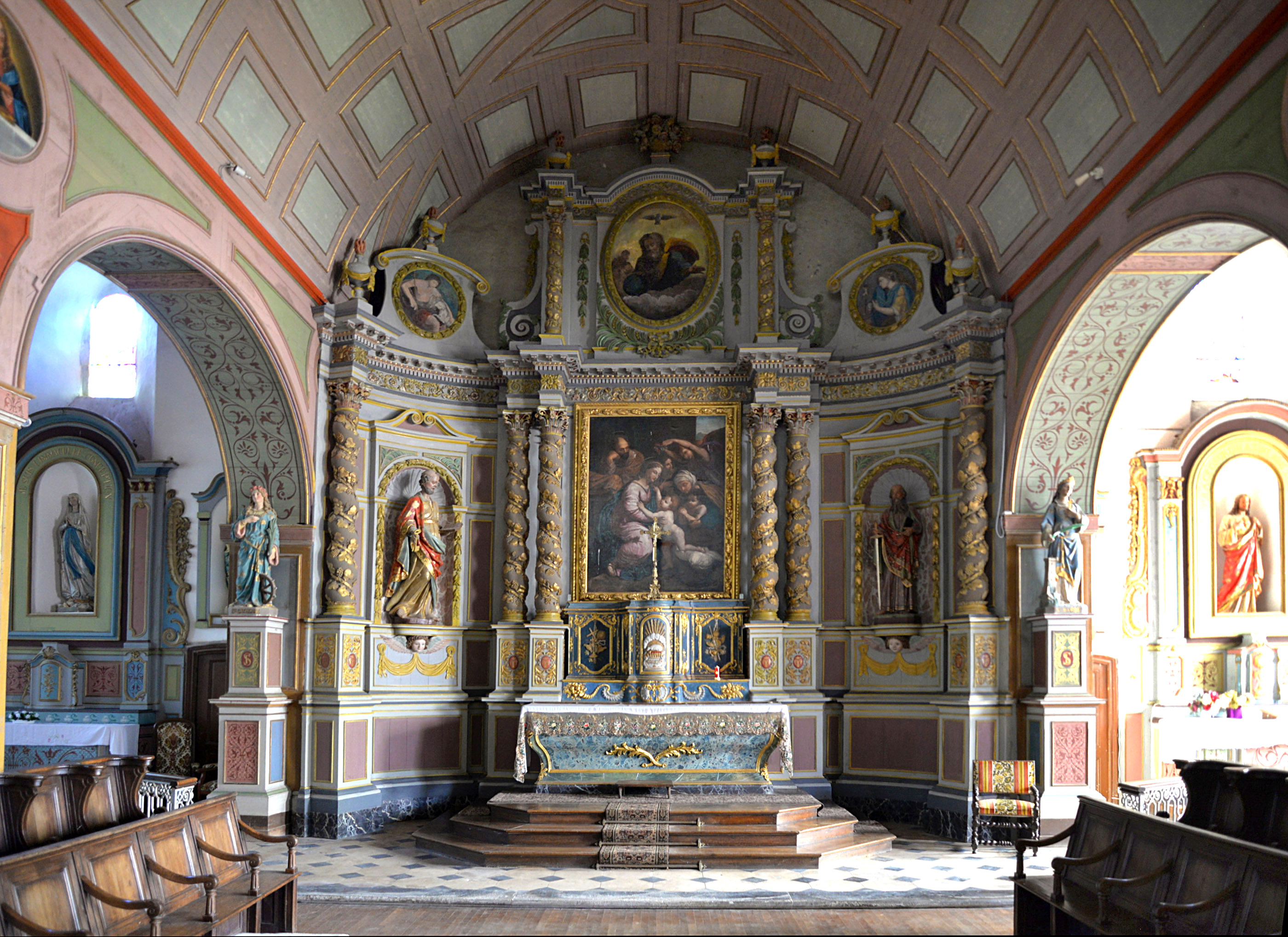
Le retable de l’église Saint-Pierre.

### Personnalités liées à la commune
- Guillaume Piron (1684), né à Hambye, humaniste, poète et historien[34],[58].
- Jean-Baptiste Douville (Hambye, 1797 - 1837), naturaliste et explorateur en Afrique.
- Clermont Clouet (Hambye, 1835 - 1886), écrivain et historien local[34],[59].
- Le chanoine Niobey, fondateur de l'Association des « Amis de l'abbaye », organisa les premières fouilles, dont la principale découverte fut les tombeaux de Louis d'Estouteville et de Jeanne Paisnel sa femme. Auteur d'un livre sur Hambye, son château et son abbaye.
- Mme Élisabeth Beck (1922-2010), dont l'époux — décédé en 1969 — avait acheté à son insu les bâtiments conventuels de l'abbaye en 1956, consacra toute sa vie à la restauration de celle-ci[60].
- Le prince Albert II de Monaco porte parmi ses nombreux titres celui de baron de Hambye.

### Héraldique
| Blason de Hambye | Blason  | D'or aux deux fasces d'azur, accompagnées de dix merlettes de gueules ordonnées en orle. |
| Blason de Hambye | Détails |                                                                                          |